# Локалитет Прљуша на Руднику
Локалитет Прљуша на Руднику је под заштитом Завода за заштиту споменика културе Краљево. С обзиром да представља значајну историјску грађевину, проглашен је непокретним културним добром Републике Србије.

## Историја
Локалитет Прљуша се налази непосредно испод врха Мали Штурац, најнижег врха Рудника, на његовој југозападној падини на огољеном делу падине површине 2,5 ha без растиња. Археолошко налазиште представља праисторијски рудник бакра са видљивим траговима старих радова. На налазишту се површински јављају малахит, горски кристал и сивозелени кристаласти шкриљци. Обе сировине су користили неолитски становници централног Балкана за производњу оруђа. Цела падина је прекривена крупним сипаром у коме се налазе праисторијски камени рударски батови са жљебом. Геофизичка испитивања су показала да је простор богат орудњењем и рударским окнима. На површини локалитета је документовано више од двадесет праисторијских окана. Истраживањем рударског окна које се налази на самом врху брда испод пута који води ка врху Мали Штурац је потврђена претпоставка да се ради о праисторијском руднику из периода раног енеолита културе Бубањ – Хум I око 4000 година пре нове ере. У централни регистар је уписан 10. априла 2018. под бројем АН 193, а у регистар Завода за заштиту споменика културе Краљево 23. марта 2018. под бројем АН 35.